# Античка Картагина
Античка Картагина (феничански/пунски 𐤒𐤓𐤕𐤟𐤇𐤃𐤔𐤕) била је древна семитска цивилизација са сједиштем у сјеверној Африци. Првобитно насеље у данашњем Тунису, касније је постало град-држава, а потом империја. Основали су је Феничани у 9. вијеку п. н. е, Картагина је достигла свој врхунац у 4. вијеку п. н. е. као једна од највећих метропола на свијету. Била је центар Картагинског царства, велике силе предвођене Пунима, који је доминирао древним западном и централним Средоземним морем. Након Пунских ратова, Картагину су уништили Римљани 146. године п. н. е, који су касније раскошно обновили град.
Картагину су око 814. године п. н. е. населили колонисти из Тира, водећег феничанског града-државе који се налази у данашњем Либану. У 7. вијеку п. н. е, након новоасирског освајања Феникије, Картагина је постала независна, постепено ширећи своју економску и политичку хегемонију ширем западном Средоземља. До 300. године п. н. е, преко огромног сплета колонија, вазала и сателитских држава, које је одржавала поморском доминацијом у западном и централном Средоземном мору, Картагина је контролисала највећу територију у регији, укључујући обалу сјеверозападне Африке, јужну и источну Иберију, као и острва Сицилија, Сардинија, Корзика, Малта и Балеарски архипелаг. Триполи је остао аутономан под влашћу мјесних Либиофеничана, који су плаћали номинални данак.
Међу највећим и најбогатијим градовима древног свијета, стратешка локација Картагине омогућавала је приступ плодној земљи и главним поморским трговачким путевима. Њена екстензивна трговачка мрежа досезала је чак до западне Азије, западне Африке и сјеверне Европе, обезбјеђујући низ роба из цијелог античког свијета, поред уносног извоза пољопривредних и индустријских производа. Ову трговачку империју је обезбјеђивала једна од највећих и најмоћнијих морнарица у древном Средоземљу и војска сачињена од страних плаћеника и помоћних војника, посебно Ибера, Гала, Брита, Сикана, Итала, Грка, Нумидијаца и Либуа.
Као доминантна сила западно Средоземља, Картагина је неизбјежно дошла у сукоб са многим сусједима и супарницима, од домородачких Бербера у сјеверној Африци до растуће Римске републике. Послије вијекова сукоба са сицилијанским Грцима, растуће надметање са Римом кулминирало је Пунским ратовима (264—146. п. н. е.), у којима су се одвила неке од највећих и најсофистициранијих битака античког доба. Картагина је за длаку избјегла уништење послије Другог пунског рата, а Римљани су је уништили 146. године п. н. е. послије Трећег пунског рата, уједно и посљедњег. Римљани су касније на њеном мјесту основали нови град. Сви остаци картагинске цивилизације дошли су под римску власт у 1. вијеку н. е, а Рим је касније постао доминантна средоземна сила, утирући пут свом успону ка великој империји.
Упркос космополитском карактеру империје, култура и идентитет Картагине остали су укоријењени у њеном феничанско-хананском насљеђу, у локализованом варијетету познатом као пунски. Као и други феничански народи, картагинско друштво је било урбано, комерцијално и оријентисано ка поморству и трговини; ово се дјелимично огледало у његовим значајним иновацијама, укључујући серијску производњу, необојено стакло, даску за вршидбу и котон луку. Картагињани су били познати по својој комерцијалној способности, амбициозним истраживањима и јединственом систему владавине, који је комбиновао елементе демократије, олигархије и републиканизма, укључујући савремене примјере контроле и равнотеже.
Иако је била једна од најутицајнијих цивилизација античког доба, Картагина је углавном упућена по свом дугом и горком сукобу са Римом, који је пријетио успону Римске републике и скоро промијенио ток западне цивилизације. Због уништења готово свих картагинских текстова након Трећег пунског рата, много тога што се зна о њиховој цивилизација потиче из римских и грчких извора, од којих су многи писани током или након пунских ратова, а у различитом степену су били непријатељских обликовани. Популарни и научни ставови према Картагини су историјски одржавали преовлађујући грчко-римски поглед, иако су археолошка истраживања од касног 19. вијека помогла да се баци више свјетла и нијанси на картагинску цивилизацију.

## Историја

### Сицилијански ратови
Картагински економски раст и њена зависност од морепловства да обавља већину своје трговине, је довело до стварања моћне картагинске морнарице. Ово је, у спрези са њеним успесима и растућом хегемонијом, довело Картагину у све већи сукоб са Грцима из Сиракузе, другом великом силом која се надметала за контролу над централним Медитераном.
Острво Сицилија, које је лежало на прагу Картагине, је постало бојиште на ком се одиграо овај сукоб. Од најранијих дана, и Грке и Феничане су привлачила велика острва, дуж чијих обала су оснивали колоније и трговачке станице; ратови између ових насеобина су вођене вековима.
До 480. п. н. е. сиракушки тиранин Гелон, кога су делимично подржавали други грчки полиси, је покушао да уједини острво под својом влашћу. Ова непосредна претња није могла бити игнорисана, и Картагина је, можда као део савеза са Персијом, послала војску под генералом Хамилкаром. Традиционални извори, као што су Херодот и Диодор, наводе снагу Хамилкарове војске од 300.000 људи; иако су ове бројке сигурно преувеличане, она је сигурно била завидне величине.
Међутим, на путу до Сицилије, Хамилкар је доживео губитке (могуће тешке) због лошег времена. Искрцавши се код Панорма (данашњи Палермо), Хамилкар је провео 3 дана реорганизујући своју војску и поправљајући оштећену флоту. Картагињани су марширали обалом до Химере, и подигли су логор пре него што су упустили у битку код Химере. Хамилкар је или погинуо у бици или је извршио самоубиство због срамоте. Као резултат тога, племство је преговарало о миру и заменило стару монархију републиком.
Агатокле, сиракушки тиранин, је 315. п. н. е. освојио град Месену, данашњу Месину. Он је 311. п. н. е. напао последњи картагински посед, којим је прекршио услове важећег мира, и опсео Акрагас. Хамилкар, унук Ханона Морепловца, је успјешно предводио картагински противнапад. До. 310. п. н. е. он је контролисао скоро цијелу Сицилију и опсео саму Сиракузу.
У очајању, Агастокле је у тајности повео експедицију од 14.000 људи на афричко копно, надајући се да ће се спасити водећи контранапад на саму Картагину. У овоме је имао успјеха; Картагина је била принуђена да повуче Хамилкара и већину његове војске са Сицилије да се суоче са новом и неочекиваном претњом. Две армије су се сукобиле у бици изван Картагине. Картагинска војска, под Хамилкаром и Ханонон, је поражена. Агастокле и његова војска су опсели Картагину, али су их њене непробојне зидине одбиле. Умјесто тога, Грци су се задовољили окупацијом сјеверног Туниса све док нису поражени двије године касније 307. п. н. е. Сам Агастокле је побјегао назад на Сицилију и изборио мировни споразум са Картагињанима, којим је Сиракуза остала центар грчке моћи на Сицилији, мада је изгубила много од своје моћи и стратешки важан град Месену.

### Пиров рат
Картагина је поново увучена у рат на Сицилији, овога пута од стране Пир од Епира, који је оспорио и римску и картагинску превласт над Медитераном. Грчки град Тарент, у јужној Италији, дошао је у сукоб са експанзионистичким Римом и затражио је Пирову помоћ. Видевши прилику да створи ново царство, Пир је послао претходницу од 3.000 пешака у Тарент, под командом свог саветника Кинеса. У међувремену је прешао главну војску преко грчког полуострва и извојевао неколико победа над Тесалцима и Атињанима. Након што је обезбедио грчко копно, Пир се поново придружио својој претходници у Таренту како би освојио јужну Италију, извојевавши одлучујућу, али скупу победу код Аскула.
Према Јустину, Картагињани су били забринути да би Пир могао да се умеша у Сицилију; Полибије потврђује постојање пакта о међусобној одбрани између Картагине и Рима, ратификованог убрзо после битке код Аскула. Ове забринутости су се показале проницљивом: током италијанске кампање, Пир је примио изасланике из сицилијанских грчких градова Агригента, Леонтинија и Сиракузе, који су понудили да се потчине његовој власти ако он помогне њиховим напорима да протерају Картагињане са Сицилије. Пошто је изгубио превише људи у освајању Аскула, Пир је закључио да се рат са Римом не може одржати, што је Сицилију учинило привлачнијом перспективом. Тако је на молбу одговорио појачањем од 20.000-30.000 пешака, 1.500-3.000 коњаника и 20 ратних слонова уз подршку око 200 бродова.
Сицилијански поход који је уследио трајао је три године, током којих су Картагињани претрпели неколико губитака. Пир је савладао картагински гарнизон у Хераклеји Миној и заузео Азон, што је подстакло градове који су номинално били савезници Картагине, као што су Селин, Халиције и Сегеста, да се придруже његовој страни. Картагинско упориште Ерикс, које је имало снажну природну одбрану и велики гарнизон, издржало се дуго времена, али је на крају заузето. Ијетија се предала без борбе, док је Панормус, који је имао најбољу луку на Сицилији, подлегао опсади. Картагињани су потиснути назад на најзападнији део острва, држећи само Лилибеј, који је био под опсадом.
Након ових губитака, Картагина је тражила мир, нудећи велике суме новца, па чак и бродове, али Пир је то одбио осим ако се Картагина у потпуности не одрекне својих претензија на Сицилију. Опсада Лилибеја се наставила, при чему су се Картагињани успешно држали захваљујући величини својих снага, великим количинама опсадног оружја и стеновитом терену. Како су Пирови губици били све већи, он је кренуо да прави снажније ратне машине; међутим, након још два месеца упорног отпора, он је напустио опсаду. Плутарх је тврдио да је амбициозни краљ Епира сада бацио поглед на саму Картагину и почео је да припрема експедицију. Припремајући се за своју инвазију, он се немилосрдније понашао према сицилијанским Грцима, чак је погубио двојицу њихових владара под лажним оптужбама за издају. Нетрпељивост међу Грцима на Сицилији, која је уследила, натерала је неке да се удруже са Картагињанима, који су „снажно кренули у рат“ када су приметили Пирову све мању подршку. Касије Дион је тврдио да је Картагина давала уточиште прогнаним Сиракужанима, и да је „[Пира] тако жестоко узнемиравала да је напустио не само Сиракузу већ и Сицилију“. Обновљена римска офанзива такође га је приморала да своју пажњу усмери на јужну Италију.
Према Плутарху и Апијану, док се Пирова војска превозила бродом у копнену Италију, картагинска морнарица је нанела разоран ударац у бици код Месинског мореуза, потопивши или онеспособивши 98 од 110 бродова. Картагина је послала додатне снаге на Сицилију, а након Пировог одласка успела је да поврати контролу над својим доменима на острву.
Пирови походи на Италију на крају су се показали неубедљивим и он се на крају повукао у Епир. За Картагињане је рат значио повратак на статус кво, пошто су поново држали западне и централне регионе Сицилије. За Римљане је, међутим, већи део Велике Грчке постепено потпао под њихову сферу утицаја, што их је приближило потпуној доминацији над италијанским полуострвом. Успех Рима против Пира учврстио је његов статус силе у успону, што је отворило пут сукобу са Картагином. У ономе што је вероватно апокрифни извештај, Пир је, по одласку са Сицилије, рекао својим сапутницима: „Какво борилиште остављамо, пријатељи моји, Картагињанима и Римљанима“.

### Пунски ратови
Први пунски рат (264. п. н. е. — 241. п. н. е.) био је први од три велика рата између Картагине и Римске републике. Две силе су се 23 године бориле за превласт у западном Медитерану. Римљани су победили на крају, намећући тешке мировне услове и велике финансијске репарације против Картагине. Сицилија је постала прва римска провинција. Картагина је престала да буде главна поморска сила, а Рим је преузео контролу над западним Медитераном.
После Првог пунског рата је избио Плаћенички рат - устанак плаћеника у картагинској служби против својих послодаваца, а коме су се прикључили либијски градови под картагинском влашћу. Узрок побуне је било лоше стање картагинских финансија након исплате одштете Риму после пораза у Првом пунском рату, односно неспособност исплате великог броја најамника ангажованих у том сукобу. Иако се испочетка чинило да ће Картагина након неког времена моћи исплатити најамнике, побуна је ескалирала када су на њено чело стали Спендије и Мат и наговорили Либијце да им се придруже. Картагина, финансијски, материјално и људски исцрпљена нашла се у тешкој ситуацији и на почетку сукоба трпела низ пораза, али је ангажман даровитог и искусног војсковође Хамилкара Барке довео до победе над побуњеницима и гушења устанка.
После тога успеха, Хамилкар Барка је био изузетно популаран, да противници нису могли спречити његов успон скоро до самовлашћа.
Да би компензовао губитак Сицилије и Сардиније, регрутовао је нову армију, коју води на своју властиту одговорност у експедицију у Хиспанију 236. п. н. е. У Хиспанији је намеравао да створи нову империју и нову базу, одакле ће једном кренути у кампању освете против Рима. Током осам година оружјем и дипломатијом осигурао је велике територије у Хиспанији, али прерана смрт га је спречила да заврши освајања.
Други пунски рат се водио се од 218. п. н. е. до 202. п. н. е. Рат је обележио изненађујући Ханибалов прелазак преко Алпа, приликом ког је изгубио доста војника, савез са Галима, велика победа у бици код Требије и велика заседа код Тразименског језера. Након ових пораза, Римљани су против Ханибала употребили тактику избегавања борбе, али због непопуларности оваквог приступа, Римљани су ипак поново морали прибећи биткама на отворенима. Исход тога је био тешки римски пораз код Кане, што је за последицу имало прелазак многих римских савезника на страну Картагине, што је продужило рат у Италији за више од 10 година, током којих је још римских војски било уништено. Ипак, Римљани су били успешнији у опседању градова и освојили су све важније градове који су се придружили непријатељима, а такође су успели да спрече картагински покушај да Ханибалу пошаљу појачање у бици код Метаура. У међувремену на Иберијском полуострву, која је била главни извор људства за Ханибалову војску, друга римска експедиција на челу са Сципионом Африканцем Старијим је заузела Нову Картагину и окончала картагинску владавину над Иберијом у бици код Илипа. Коначан окршај је била битка код Заме између Сципиона Африканца и Ханибала, окончана Ханибаловим поразом и наметањем тешких мировних услова Картагини, која је престала да буде велика сила и постала је римски поданик.
Трећи пунски рат (149. п. н. е. - 146. п. н. е.) је био последњи од Пунских ратова. Рат завршава потпуним уништењем града Картагине. Све те територије је окупира Рим, а становништво убио или поробио.

## Управа
Картагом су у почетку владали краљеви, али је касније власт преуређена у неку врсту олигархије и републике где су власт у рукама углавном имали богати трговци и аристократи. Они су чинили Карташки сенат познат још и као Врховно веће. Извршну власт су имали суфети, који су имали функцију сличну римским конзулима. Врховно веће (римски и грчки извори говоре о „Сенату“, и о " већу старешина „или "герузија"), које је имало широк распон овлашћењу, међутим, није познато да ли је Суфети изабрани у овом већу или скупштине људи. Суфети су имали и правосудне те судске извршне овлашћењу, али не и војну. Иако је градску администрацију чврсто контролисала олигархија, можемо наћи демократске елементе попут бирања законодаваца, синдиката и места састанака.

## Религија
Картагина је била озлоглашена од стране својих непријатеља, да практикује жртвовање беба и деце. Плутарх спомиње ту праксу, као што учинили Тертулијан, Оросије и Диодор са Сицилије. Полибије и Ливије то не спомињу.
Модерна археолошка ископавања у бившим картагинским областима су пронашла гробља за децу и одојчад. У једном дечјем гробљу званом Тофет отприлике 20.000 урни су закопане између 400. и 200. п. н. е., а та пракса се наставила до раних година хришћанског периода. Урне су садржавале спаљене кости новорођенчади и у неким случајевима чак кости фетуса и двогодишње деце.
Понекад се тврди, међутим, да су та тела само кремирани остаци умрле деце. Неки модерни научници данас сматрају да је много вероватније да су те приче део римске пропаганде против Картагине како би оправдали њихова освајања и разарања.
Док преживели пунски текстови не спомињу жртвовања дали су довољно детаљан портрет врло добро организоване касте, храмова и свештеника који обављању различите функције, за разне пригоде. Картагина је имала много богова. Врховни божански пар био је богиња Танит и бог Баал Хамон. Танит је била и богиња заштитница Картагине па се њен симбол налази скоро свуда. Свештеници су били потпуно обријани за разлику од већине становништва. У првим столећима града обредна славља укључивала су ритмички плес, изведен из феничанске традиције.
Изгледа да је богиња Астарте била популарна у раним раздобљима. На врхунцу своје космополитске ере Картагина је изгледа прихватила богове и из других цивилизација: Грчке, Египта и етрурских градова-држава.